# Orsovai Reni
Orsovai Renáta (Székesfehérvár, 1992. június 24. –) Fonogram-díjas és Petőfi Zenei Díjas magyar énekesnő, dalszerző, A Dal (2021) című televíziós műsor női műsorvezetője.  

## Tanulmányai
Székesfehérváron született. A Kodolányi János Főiskola jazz-ének szakán szerzett főiskolai diplomát. Tanulmányai mellett szerkesztő-műsorvezetőként dolgozott a Fehérvár Rádiónál.

## Karrierje
A Dal tehetségkutató műsor győztese Rácz Gergő duettpartnereként a Mostantól című dallal. Ugyanebben a szériában döntős volt saját zenekara, a NENE Későre jár című számával is.
A Dal 2021 női műsorvezetője. A Sztárban sztár című műsor nyolcadik és tizedik szériáinak versenyzője. Fellépett a Csináljuk a fesztivált! című zenés show-műsor kilencedik évadában.

## Díjak, elismerések
- Petőfi Zenei Díj – Az év dala Rácz Gergővel (2020)
- Fonogram-díj - Az év hazai modern pop-rock albuma vagy hangfelvétele Rácz Gergővel (2020) [3]